# Chi Bạch tiền
Chi Bạch tiền hay chi Sát khuyển (danh pháp khoa học: Cynanchum) là một chi chứa khoảng 300 loài thực vật hạt kín thuộc về họ Apocynaceae. Tên gọi khoa học có nguồn gốc từ tiếng Hy Lạp kynos (nghĩa là "chó, cẩu, khuyển") và anchein (nghĩa là "làm ngạt thở", "làm tắc thở" hay "làm ngộ độc"), hàm ý tới tính độc của các loài cây này. Vì thế tên gọi chung bằng tiếng Việt của một vài loài là sát khuyển. Phần lớn các loài là dây leo hay dây quấn không mọng nước.

## Hình thái
Các loài cây trong chi này là cây thân thảo hay cây bụi nhỏ sống lâu năm, thường mọc lên từ các thân rễ. Lá thường mọc đối và đôi khi mọc trên các cuống lá. Các cụm hoa và các hoa mọc dưới nhiều hình dạng.
Giống như các loài khác trong họ Apocynaceae, các loài cây này có các quả dạng quả đại, là các quả khô giống như quả đậu.

## Phân bố
Các loài cây này phân bố rộng khắp thế giới, trong khu vực nhiệt đới và cận nhiệt đới. Một vài loài cũng mọc tại vùng ôn đới.

## Tầm quan trọng
Rễ của bạch vi (Cynanchum atratum) được sử dụng trong y học cổ truyền Trung Hoa. Một vài loài khác cũng được sử dụng trong y học cổ truyền Trung Hoa.
Sát khuyển đen (Cynanchum louiseae) là một loài cỏ dại gây ra nhiều điều phiền toái tại khu vực miền bắc Hoa Kỳ.

## Phân loại
Cynanchum như được định nghĩa vào cuối thế kỷ 20 để bao gồm khoảng 400 loài là một đơn vị phân loại đa ngành và vì thế đã bị chia tách. Một số loài được chuyển sang các chi khác như Orthosia, Pentarrhinum và Vincetoxicum, với một nhóm chủ yếu là các loài thuộc Cựu thế giới còn để lại trong chi Cynanchum

## Một số loài
Các loài bao gồm:
- Cynanchum acuminatifolium - triều phong thảo
- Cynanchum acutum
- Cynanchum altiscandens[5]
- Cynanchum amplexicaule
- Cynanchum andringitrense
- Cynanchum angustifolium
- Cynanchum anthonyanum
- Cynanchum aphyllum
- Cynanchum atratum - bạch vi
- Cynanchum auriculatum
- Cynanchum arizonicum
- Cynanchum barbigerum
- Cynanchum batangense - bạch tiền Ba Đường
- Cynanchum bicampanulatum - bạch tiền mũ chuông
- Cynanchum biondioides - dây bạch tiền Tần Lĩnh
- Cynanchum boudieri
- Cynanchum brevicoronatum
- Cynanchum bungei - bạch thủ ô
- Cynanchum callialatum
- Cynanchum canescens
- Cynanchum carnosum
- Cynanchum chekiangense
- Cynanchum chinense - nga nhung đằng, dây lông ngỗng
- Cynanchum christineae
- Cynanchum corymbosum - sát khuyển, dưa lông nhím, quả lông nhím
- Cynanchum danguyanum
- Cynanchum decipiens
- Cynanchum duclouxii
- Cynanchum elegans
- Cynanchum erubescens
- Cynanchum fordii - bạch tiền núi, sơn bạch tiền
- Cynanchum formosanum - bôi quan đằng Đài Loan
- Cynanchum forrestii - bạch tiền Đại Lý
- Cynanchum giraldii - ngưu bì tiêu Nga Mi
- Cynanchum glaucescens
- Cynanchum floribundum
- Cynanchum gortsianum
- Cynanchum hancockianum - bạch tiền Hoa Bắc
- Cynanchum heydei - nga nhung đằng Tây Tạng
- Cynanchum hydrophilum - thủy bạch tiền
- Cynanchum inamoenum - trúc linh tiêu
- Cynanchum insulanum - bôi qua đằng Hải Nam
- Cynanchum kingdonwardii
- Cynanchum kintungense
- Cynanchum komarovii - lão qua đầu
- Cynanchum kwangsiense - bôi quan đằng Quảng Tây
- Cynanchum laeve
- Cynanchum likiangense - ngưu bì tiêu Lệ Giang
- Cynanchum lineare
- Cynanchum linearisepalum
- Cynanchum longipedunculatum
- Cynanchum louiseae
- Cynanchum lysimachioides - bạch ngưu bì tiêu
- Cynanchum marnieranum
- Cynanchum megalanthum
- Cynanchum mongolicum - bạch tiền Hoa Bắc
- Cynanchum mooreanum
- Cynanchum muliense - bạch tiền Mộc Lý
- Cynanchum nigrum
- Cynanchum officinale - sát khuyển thuốc, chu sa đằng
- Cynanchum otophyllum - sâm Thanh Dương
- Cynanchum paniculatum - từ trường khanh
- Cynanchum pedunculatum
- Cynanchum pingshanicum
- Cynanchum puberulum
- Cynanchum purpureum
- Cynanchum racemosum
- Cynanchum riparium
- Cynanchum rockii
- Cynanchum rossicum
- Cynanchum sinoracemosum
- Cynanchum stauntonii - bạch tiền lá liễu, ngũ giác, sát khuyển Staunton
- Cynanchum stenophyllum - bạch tiền lá hẹp
- Cynanchum sublanceolatum - bạch tiền Trấn Giang
- Cynanchum szechuanense - dây lông ngỗng Tứ Xuyên
- Cynanchum taihangense - bạch tiền Thái Hành
- Cynanchum thesioides - địa sao qua
- Cynanchum utahense
- Cynanchum versicolor - bạch tiền biến sắc
- Cynanchum verticillatum - bạch tiền lá tròn
- Cynanchum vincetoxicum - thôi thổ bạch tiền
- Cynanchum volubile - mạn bạch tiền
- Cynanchum wallichii - bôi quan đằng Côn Minh
- Cynanchum wangii - khải vô bạch tiền
- Cynanchum wilfordii - cách sơn tiêu